# Architektonický styl

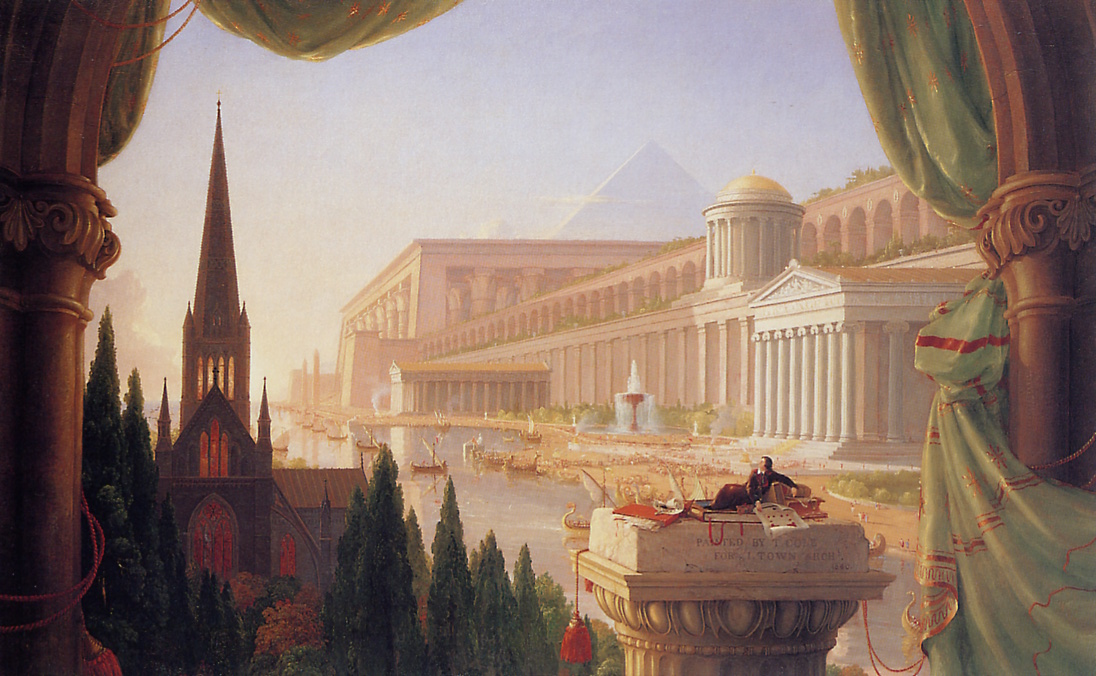
The Architect's Dream (Sen architekta) od Thomase Colea (1840) ukazuje vizi staveb v historizujících stylech západní tradice, včetně staroegyptského, klasického a gotického.

Architektonický styl nebo směr je charakterizován vlastnostmi, které činí budovu nebo jinou architektonickou strukturu pozoruhodnou či historicky identifikovatelnou. Styl může obsahovat takové prvky jako formu, způsob výstavby, stavební materiály například regionálního charakteru. Většina architektury může být řazena do chronologie času, který na stavbách odráží měnící se náboženství, módu, vznik nových nápadů či objevy nových materiálů a technologií.
Styly vychází z historického vývoje společnosti, který je dokumentují dějiny architektury. V jednu dobu může být v módě několik různých stylů v závislosti na rozložení společnosti a dalších faktorech. Nový styl se vyvíjí potom, co se architekti postupně učí používat a implementovat nové nápady či technologie. Nový směr se často snaží odporovat stylům již existujícím (například modernismus-postmodernismus, baroko-renesance).